# Ендрю Девіс
Ендрю Девіс (англ. Andrew Davis; 21 листопада 1946) — американський кінорежисер.

## Біографія
Ендрю Девіс народився 21 листопада 1946 року в Чикаго. Батько Натан Девіс — актор, мати Метта Девіс, брат Річард Пітер Девіс, професійно займається музикою — ним була заснована музична група «Chicago Catz». Навчався в театральному таборі Harand Camp of the Theater Arts і місцевій школі Bowen High School. Потім вирушив до Іллінойського університету в Урбана-Шампейні, де вивчав журналістику. Брав активну участь у русі на захист цивільних прав та антивоєнних виступах.

## Кар'єра
Зацікавився кінематографом, почав кар'єру оператором фільмів категорії Blaxploitation, таких як «Найманий убивця» (1972) та «Нетрі» (1973). Першою режисерською роботою став напівбіографічний фільм «Кам'янистий острів» (1978). Популярність Девісу принесли такі фільми, як «Кодекс мовчання» (1985), «Над законом» (1988), «Доставити за призначенням» (1989), «В облозі» (1992), «Втікач» (1993), «Ланцюгова реакція» (1996), «Відшкодування збитків» (2002), «Скарб» (2003) та «Рятівник» (2006).
Був номінований на «Золотий глобус» і премію Гільдії режисерів Америки за постановку фільму «Втікач».
Ендрю Девіс виступив постановником відеороликів у грі Tom Clancy's Splinter Cell: Chaos Theory.

## Фільмографія
| Рік  |    | Українська назва          | Оригінальна назва                | Роль                                       |
| ---- | -- | ------------------------- | -------------------------------- | ------------------------------------------ |
| 1972 | ф  | Частини тіла              | Private Parts                    | оператор                                   |
| 1972 | ф  | Найманий убивця           | Hit Man                          | оператор                                   |
| 1973 | ф  | Нетрі                     | The Slams                        | оператор                                   |
| 1975 | ф  | Лепке                     | Lepke                            | оператор                                   |
| 1976 | кф | Сильний                   | The Stronger                     | оператор                                   |
| 1976 | ф  | Пако                      | Paco                             | асоційований продюсер, сценарист, оператор |
| 1976 | ф  | Приречений маєток         | Mansion of the Doomed            | оператор                                   |
| 1977 | ф  | Аварія!                   | Crash!                           | оператор                                   |
| 1978 | кф | Вдома із Шилдс і Ярнелл   | At Home with Shields and Yarnell | режисер                                    |
| 1978 | ф  | Кам'янистий острів        | Stony Island                     | режисер, продюсер, сценарист               |
| 1979 | тф | Хот-Род                   | Hot Rod                          | оператор                                   |
| 1979 | ф  | Через край                | Over the Edge                    | оператор                                   |
| 1983 | ф  | Фінальний терор           | The Final Terror                 | режисер, оператор                          |
| 1984 | ф  | Янголятко                 | Angel                            | оператор                                   |
| 1984 | ф  | Біт Стріт                 | Beat Street                      | сценарист                                  |
| 1985 | ф  | Кодекс мовчання           | Code of Silence                  | режисер                                    |
| 1988 | ф  | Над законом               | Above the Law                    | режисер, продюсер, сценарист               |
| 1989 | ф  | Доставити за призначенням | The Package                      | режисер, співпродюсер                      |
| 1992 | ф  | В облозі                  | Under Siege                      | режисер                                    |
| 1993 | ф  | Втікач                    | The Fugitive                     | режисер                                    |
| 1995 | ф  | Один з двох               | Steal Big Steal Little           | режисер, продюсер, сценарист               |
| 1996 | ф  | Ланцюгова реакція         | Chain Reaction                   | режисер, продюсер                          |
| 1998 | ф  | Ідеальне вбивство         | A Perfect Murder                 | режисер                                    |
| 2002 | ф  | Відшкодування збитків     | Collateral Damage                | режисер                                    |
| 2003 | ф  | Скарб                     | Holes                            | режисер, продюсер                          |
| 2006 | ф  | Рятівник                  | The Guardian                     | режисер                                    |